# Буготакский сельсовет
Буготакский сельсовет — сельское поселение в Тогучинском районе Новосибирской области Российской Федерации.
Административный центр — село Буготак.

## История
Статус и границы сельского поселения установлены Законом Новосибирской области от 2 июня 2004 года № 200-ОЗ «О статусе и границах муниципальных образований Новосибирской области»

## Население
| 2002  | 2010  | 2012  | 2013  | 2014  | 2015  | 2016  |
| ----- | ----- | ----- | ----- | ----- | ----- | ----- |
| 2008  | ↘1848 | ↗1877 | ↗1899 | ↗1917 | ↘1891 | ↘1843 |
| 2017  | 2018  | 2019  | 2020  | 2021  |       |       |
| ↘1812 | ↗1819 | ↘1795 | ↘1774 | ↘1728 |       |       |

## Состав сельского поселения
| № | Населённый пункт | Тип населённого пункта       | Население |
| - | ---------------- | ---------------------------- | --------- |
| 1 | 75 км Кувшинка   | населённый пункт             | ↗16       |
| 2 | 82 км Льнозавод  | населённый пункт             | ↘27       |
| 3 | Буготак          | железнодорожная станция      | ↘522      |
| 4 | Буготак          | село, административный центр | ↘799      |
| 5 | Изынский         | железнодорожная станция      | ↘144      |
| 6 | Инской           | посёлок                      | ↘149      |
| 7 | Калаганово       | деревня                      | ↘73       |
| 8 | Самарский        | посёлок                      | ↘118      |